# 岡正雄
岡 正雄（おか まさお、1898年〈明治31年〉6月5日 - 1982年〈昭和57年〉12月5日）は、日本の民族学者。戦中戦後を通じて日本の民族学・文化人類学を主導した。

## 経歴
出生から修学期
1898年、長野県東筑摩郡松本町（現松本市）で生まれた。旧制松本中学（現・長野県松本深志高等学校）、第二高等学校を経て、東京帝国大学文学部社会学科に入学。1924年に卒業論文『早期社会分化における呪的要素』を提出して卒業。
民族学者として
1924年（大正10年）、文部省学術研究会議嘱託となり、東京女子歯科医学専門学校のドイツ語教師を兼任。1925年（大正14年）から柳田國男とともに民族学雑誌『民族』を共同編集し、岡書院から刊行した（〜1929年）。1929年（昭和4年）、渋沢敬三の援助を得てオーストリアへ渡り、ウィーン大学のヴィルヘルム・シュミットのもとで民族学を学んだ。1933年（昭和8年）に同大学より博士号を授与された。
1935年（昭和10年）に帰国、柳田国男宅の勉強会の席で石田英一郎と知り合った。石田には結婚相手（柳田の親戚）を紹介したほか、母校であるウィーン大学への留学を勧めるなど交流を深めた。1937年（昭和12年）には日本民族学会が主催した千島樺太調査に随行。1938年（昭和13年）、ウィーン大学が設立した日本学研究所の所長として招かれ、戦況の悪化する1940年（昭和15年）まで再びウィーンに滞在した。帰国後は文部省直轄の民族研究所設立に奔走し、1943年（昭和18年）の同研究所発足時には総務部長となり、研究に従事。
太平洋戦争後
戦時下の国策機関であった民族研究所は敗戦とともに閉鎖され、岡もしばらくは郷里の松本で農業に従事していたが、その後、日本民族学協会理事長として学界に復帰し、1951年（昭和26年）の東京都立大学への赴任を皮切りに、明治大学教授、東京外国語大学教授を経て、1964年（昭和39年）東京外国語大学アジア・アフリカ言語文化研究所所長に就いた。1972年（昭和47年）、東京外国語大学を定年退官。翌1973年から和洋女子大学教授となり、多くの研究者を指導した。
学界では、世界各地で行われた国際人類学民族会議に日本代表として出席し、エスキモー調査やオーストラリアの農村調査に参加。国際人類学民俗学連合会長、文化財保護審議会部長、長野県文化財専門委員などを歴任した。

## 研究内容・業績

### 主著『古日本の文化層』
ウィーン大学へ提出した博士論文『古日本の文化層』は、当時のウィーン学派民族学の手法をベースに、先史・考古学、言語学、宗教学、形質人類学、神話学の手法を併せて日本の基層文化を論じた、5巻1452ページに及ぶ畢生の大著であり、寡作だった岡にとっては、まさに代表作と言える。現在に至るまで邦訳はないが、2012年にドイツ語原文で出版された。戦後の1948年（昭和24年）5月4日から6日にかけて、東京神田の喫茶店2階で行なわれた、民族学者の石田英一郎や考古学者の江上波夫及び八幡一郎らとの座談会の内容をまとめた『日本民族の起源』は、岡の論文の内容を基礎として展開されている。また、住谷一彦が、岡の論文の目次部分を邦訳して簡単な紹介を加えている。論文『古日本の文化層』のドイツ語訳を手伝ったアレクサンダー・スラヴィクは、岡の問題意識や方法論に大きな影響を受け、『古朝鮮の文化層』という題の論文を提出し、博士号を取っている。

### 評価
- 岡が留学した当時のウィーン大学民族学研究所には、ウィーン学派と呼ばれるシュミットやヴィルヘルム・コッパース、ハイネ・ゲルデルンなど文化史的民族学の黄金期を支えた研究者が結集しており、岡による学説紹介は、彼が用いる「エトノス」や「種族文化複合」などの概念とともに当時の日本の民族学に大きな理論的影響を与えた。また「座談の名手」と称されたほどに、教育者あるいは理論的指導者としての才を発揮した。
- 加えて民族学が未だ大学に基盤を持たなかった時代に、人類科学全般の研究会「APE会」や雑誌『民族』の編集作業を通し、学会組織化の土台となる人的ネットワークを作り、戦後の学制のもとでは東京都立大学大学院にいち早く社会人類学の専攻を設け、東京大学の石田英一郎とともに大学での文化人類学の研究・教育制度の構築に貢献するなど、民族学草創期のオーガナイザーとしても高く評価されている。
- 一方、戦前・戦時中、植民地における民族政策の要請から、民俗学は国策として重用されていた。岡自身、文部省民族研究所の設立などを通じて、政府や軍部と民族学者との関係を取りまとめる立場にあったことから、学問と植民地主義の結びつきを検証する人類学史では批判的に描かれることも多い[9]。

## 家族・親族
- 兄：細見惟雄は旧日本陸軍中将。
- 兄：岡茂雄は民族学や考古学・山岳書の名著を多数出版した岡書院店主。
- 息子：岡千曲は文化人類学者。

## 著作
著書
- 『異人その他：日本民族=文化の源流と日本国家の形成』言叢社 1979年
- 『異人その他：他12篇　岡正雄論文集』大林太良編、岩波文庫 1994
- 『日本民族の起源』石田英一郎・江上波夫・八幡一郎との対談、平凡社 1958

共編著
- 『月と不死』ニコライ・ネフスキー著、平凡社(東洋文庫) 1971
  - 平凡社(ワイド版東洋文庫) 2003
- 『民族とは何か』(民族の世界史 1) 江上波夫・井上幸治編、山川出版社 1991

訳書
- 『民俗學概論 英國民俗學協會公刊』シャーロット・ソフィア・バーン（英語版）著、岡書院 1927[10]
- 『石器時代の世界史』上巻[11]オスワルド・メンギーン（英語版）著、聖紀書房 1943[12]

## 参考資料
- 大林太良「解説」『岡正雄論文集 異人その他 他十二篇』岩波書店〈岩波文庫〉、1994年、267-277頁。
- 大林太良 著「岡正雄」、今谷明ほか 編『20世紀の歴史家たち（5）日本編続』刀水書房、2006年、149-159頁。
- 宝月圭吾編 『長野県風土記』 旺文社、1986年